# Torre d'en Morralla
La Torre d'en Morralla és una torre d'Alcanar declarada bé cultural d'interès nacional.

## Descripció
És una torre de defensa aïllada molt refeta per a estiueig, aprofitant-ne, però, l'estructura i gran part de la construcció primitiva. A la torre inicial, se n'hi va afegir una altra a la dreta (nord). L'estat de conservació és bo, si tenim en compte que les obres que s'hi han fet no han respectat gaire la torre inicial. El cos primitiu conserva encara una volta de canó a la planta baixa. L'entrada original, a la banda de mar (sud-est), és formada per una llinda d'una amplada molt considerable, més a munt de la qual hi ha un matacà. Al mur sud-oest hi ha mènsules d'un altre matacà desaparegut. Els merlets són tots refets. És situada a l'altura del km 155,5 de la N-340, a la banda de la serra del Montsià.

## Història
Aquesta torre i la torre d'en Calbo, a uns 100 m, són a l'extrem sud de la línia fortificada dels Alfacs. Les pròximes instal·lacions militars ja són les d'Alcanar. Aquestes dues torres es podrien identificar amb la de Puigmoltó construïda el 1390 per protegir el camí del monestir de la Ràpita i avui no localitzada, o amb la torre Prima coneguda per la cartografia.